# Skuttjärnet (Skillingmarks socken, Värmland)
Skuttjärnet är en sjö i Eda kommun i Värmland och ingår i Göta älvs huvudavrinningsområde. Sjön är 27 meter djup, har en yta på 0,149 kvadratkilometer och befinner sig 239,9 meter över havet.

## Delavrinningsområde
Skuttjärnet ingår i det delavrinningsområde (663270-128226) som SMHI kallar för Utloppet av Rövattnet. Medelhöjden är 274 meter över havet och ytan är 33,3 kvadratkilometer. Det finns inga avrinningsområden uppströms utan avrinningsområdet är högsta punkten. Ivarsbyälven som avvattnar avrinningsområdet har biflödesordning 3, vilket innebär att vattnet flödar genom totalt 3 vattendrag innan det når havet efter 292 kilometer. Avrinningsområdet består mestadels av skog (81 procent). Avrinningsområdet har 2,83 kvadratkilometer vattenytor vilket ger det en sjöprocent på 8,5 procent.